# Utočište za medvjediće Kuterevo
Utočište za medvjediće u Kuterevu, na ličkim obroncima Velebita, utočište je za medvjediće koji su nesretnim slučajem ili zbog krivolova odvojeni od majke u dobi kad su premaleni za samostalan život. Takvi mladunci, othranjeni uz pomoć i skrb ljudi, ne uspijevaju razviti znanja i vještine potrebne za samostalan život. Stoga nikad ne odlaze u svoja prirodna staništa nego ostaju u utočištu koje je zasad jedinstven ovakav projekt u svijetu. Naime, samo je entuzijazmom nekolicine zaljubljenika i uz svesrdnu pomoć stručnjaka otvoreno prihvatilište za medvjede i uz njega eko/etno-selo namijenjeno turističkim posjetima.
Utočištem upravlja udruga građana «Velebitska udruga Kuterevo» (VUK), a znanstveno-stručnu podršku daje stručnjak za zvijeri dr. sci. Đuro Huber iz Zagreba.

## Povijest
Utočište je nastalo 2002. godine.

## Vanjske poveznice
|  | Zajednički poslužitelj ima još gradiva o temi Kuterevo |